# Sitio Arqueológico El Tintal
Sitio Arqueológico El Tintal är en fornlämning i Guatemala.   Den ligger i departementet Petén, i den norra delen av landet, 300 km norr om huvudstaden Guatemala City. Sitio Arqueológico El Tintal ligger 278 meter över havet.
Terrängen runt Sitio Arqueológico El Tintal är platt. Runt Sitio Arqueológico El Tintal är det mycket glesbefolkat, med 2 invånare per kvadratkilometer. Närmaste större samhälle är Carmelita, 14,0 km sydväst om Sitio Arqueológico El Tintal. I omgivningarna runt Sitio Arqueológico El Tintal växer i huvudsak städsegrön lövskog.